# Försterei Calvörde
Die Försterei in Calvörde hatte ihren Sitz im Marktflecken Calvörde, der Förstereikomplex steht heute unter Denkmalschutz.

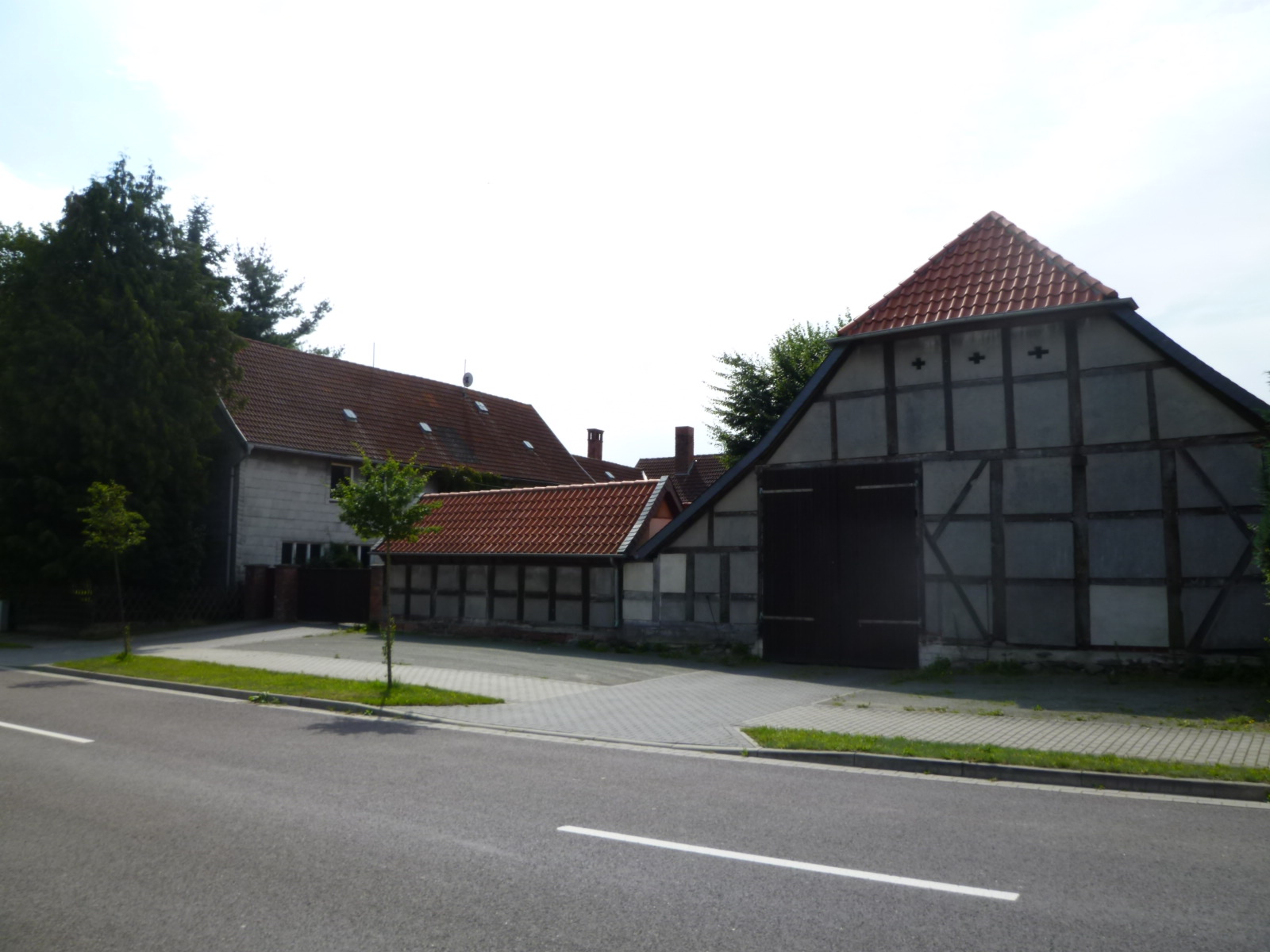
Gebäudekomplexe 2011

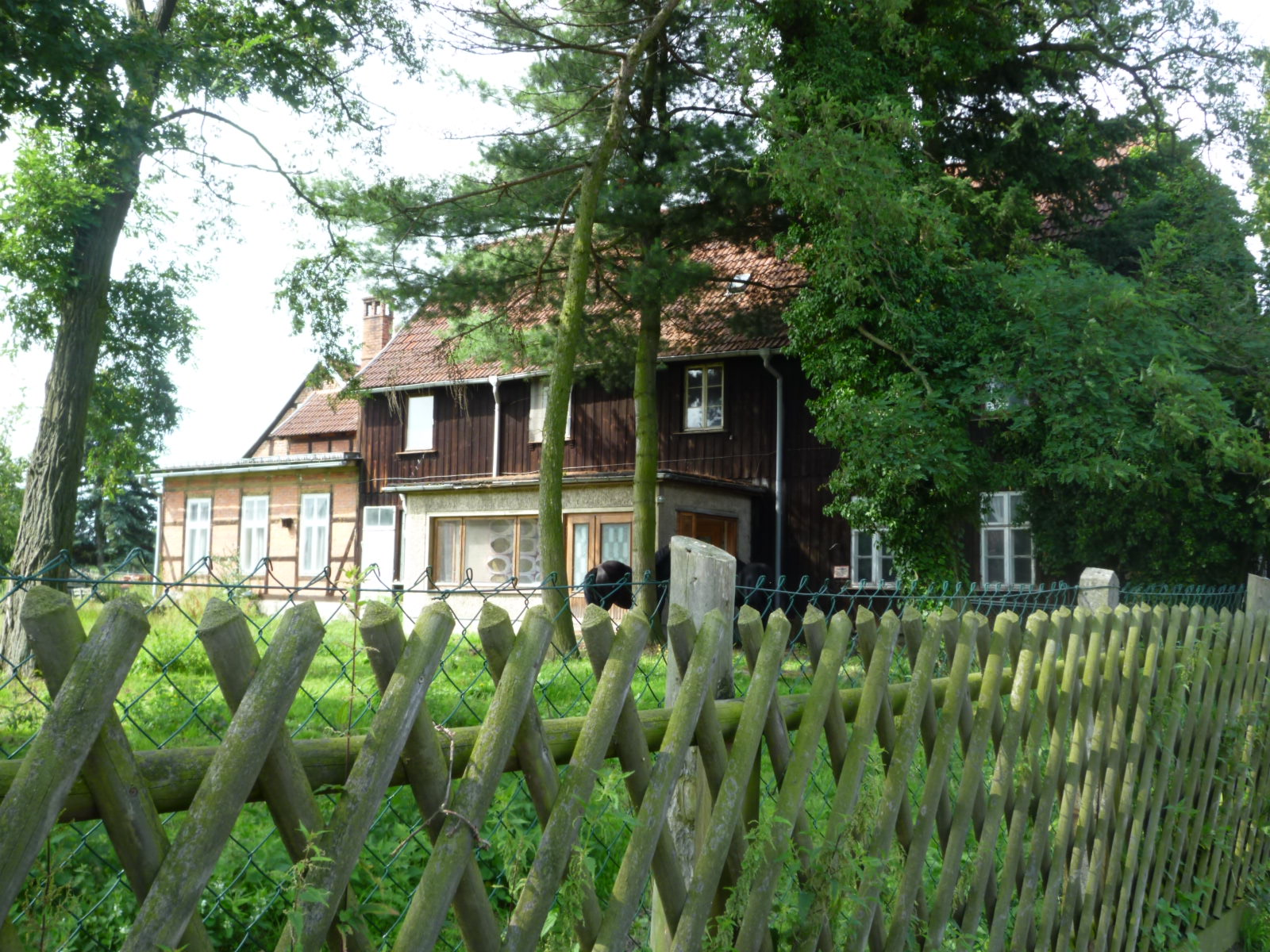
Wohnhaus der Försterei 2011

## Architektur und Lage
Der ehemalige Förstereikomplex steht unweit der Heilig-Kreuz-Kirche. Die Gebäude auf dem Grundstück liegen weit gestreut. Besonders prägend ist das Areal zur Straße hin, es ist vollständig als Wirtschaftsgebäudes aus Fachwerk abgeriegelt. Das Wohnhaus ist stark überformt, doch durch seine Nutzungsgeschichte ist es städtebaulich ein dominantes Gebäude in der Straße. Zum Entstehungszeitpunkt ist bekannt, dass es wohl im ausgehenden 18. Jh. im Zusammenhang mit dem Ausbau der braunschweigischen Verwaltung entstanden sein muss.

## Geschichte
Das vordere Fachwerkhaus hatte seine Verwendung als Wohnhaus für den eingesetzten Förster für das Forstrevier im Amt Calvörde. Dieser Förster (auch herzogliche Oberförsterei Calvörde genannt) wurde direkt durch das Herzogtum Braunschweig bzw., nach dem Ersten Weltkrieg, den Freistaat Braunschweig eingesetzt. Das Forstrevier bestand im Wesentlichen aus dem Calvörder Forst, dem Dorster Forst, der Uthmödener Bornheide und der Bornheide. Dieses Gebiet ist vor dem 20. Jh. auch als Herzoglicher Forst Calvörde bekannt, danach wurde es in Staatsforst Calvörde umbenannt. Die eingesetzten Förster hatten viele ihrer Schriften veröffentlicht.

## Einige Förster

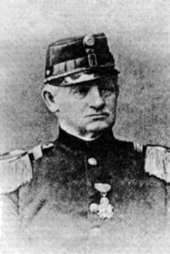
Georg Friedrich Wilhelm Alers

- Georg Friedrich Wilhelm Alers (1811–1891)
- Fritz Menzel (1867–1935)
- Carl Selwig
- Friedrich Wilhelm Ludwig Rudolph Uhde (1836–1906)
- Albrecht Lehmann